# Groton (Vermont)
Groton – miasto w Stanach Zjednoczonych, w stanie Vermont, w hrabstwie Caledonia.